# Польское биохимическое общество
Польское биохимическое общество (пол. Polskie Towarzystwo Biochemiczne) — польское научное общество, основанное в 1958 году в Варшаве. Первым председателем Общества был доктор наук, профессор Bolesław Skarżyński (1959—1961 гг.).
Согласно Уставу, целью Общества является поддержка развития биохимии, молекулярной биологии и смежных наук, а также их популяризация.
В состав Общества входят 13 территориальных филиалов и 8 научных секций.
Общество издает научные журналы (Acta Biochimica Polonica и Postępy Biochemii), книги, справочники в области биохимии, молекулярной биологии и смежных наук.
Общество организует ежегодные конференции биохимиков, а также научные сессии, симпозиумы и семинары для специалистов, сотрудничает с международными профильными ассоциациями, является (с 1964 года) активным членом Федерации европейских биохимических обществ (FEBS).
Обществом утверждены и регулярно присуждаются различные награды за выдающиеся научные достижения в области биохимии и молекулярной биологии, в том числе: Премия имени Антония Дмоховского за достижения в преподавании биохимии, молекулярной биологии и биотехнологии; Премия Якуба Кароля Парнаса за лучшую экспериментальную работу в области биохимии или молекулярной биологии, и ряд других.
Председателем Общества является доктор наук, профессор Andrzej Legocki.
Актуальная информация о деятельности Общества публикуется на сайте www.ptbioch.edu.pl.